# Guy De Herdt
Guy De Herdt is een personage uit de Vlaamse soap Thuis. Guy werd vanaf 2011 gespeeld door Erik Goris (aflevering 3001). De Herdt is voor het eerst te zien als vrijwillig brandweerman bij de brand in Hof Ter Smissen. Hij was loodgieter van beroep en werkte bij Sanitechniek. In januari 2012 verdween hij tijdelijk uit de serie, maar in maart 2012 kwam hij terug. In oktober 2012 verdween hij definitief  uit de reeks.

## Personage
Guy redt Nancy uit de brand en zij is hem heel dankbaar. Later komen we te weten dat Guy getrouwd is met Mayra (vertolkt door Muriel Bats). Zij werkt bij Taxi Ter Smissen. Hun huwelijk is nooit goed geweest en uiteindelijk ontdekt Mayra dat ze lesbische gevoelens heeft voor dokter  Ann. Guy is er kapot van en zoekt troost bij  Fien, het lief van Jens en tevens bejaardenverzorgster.
In aflevering 3040 brengt Fien Guy naar huis en gaan ze nog even in de zetel zitten. Guy had echter al dagen niet meer gegeten en geslapen en hij krijgt hallucinaties: hij denkt dat Mayra samen met hem in de zetel zit en daarop wurgt hij Fien. Vervolgens begraaft hij haar in een bos en dumpt hij haar auto in het kanaal.
Enkele dagen later begint hij een vurige relatie met Julia Van Capelle, nadat hij akkoord is gegaan om te scheiden van Mayra. Hun relatie loopt goed en al snel trekt Guy in bij Julia, Katrien en Paulien. Paulien blijft echter een vreemd gevoel hebben bij Guy. Wanneer het appartement van Guy en Mayra verkocht wordt, helpt Katrien hem bij het poetsen. In de zetel vindt ze een oorbel en even later ontdekt ze bij Jens dat die oorbel van Fien was. Ze heeft door dat Guy de moordenaar van Fien is.
Op 29 december 2011 probeert Guy zelfmoord te plegen door zich op te hangen, maar de politie (Tim Cremers en Lena Boons) komt net op tijd tussen.
Guy verblijft daarna in het ziekenhuis. Op vraag van Luc gaan Tom en Peter hem verdedigen.
Op 15 maart vond het proces plaats. Guy krijgt een voorwaardelijke celstraf van negen maanden. Hij trekt in bij Luc, maar wordt het slachtoffer van allerlei pesterijen. Luc blijft hem steunen totdat Guy weer aandacht probeert te krijgen van Julia , en Luc jaloers wordt. Hij zorgt dat hij meer bij Julia is dan Guy. Wanneer Guy doorheeft dat Luc met Julia wil wordt hij boos.
In oktober laat ook David hem in de steek. Guy is het beu dat iedereen hem haat en wil wraak. Hij verstopt zich en wanneer David hem opbelt laat hij weten dat hij verblijft in Wallonië. Maar niets is minder waar, hij houdt echter Mayra en Ann voortdurend in de gaten. Uiteindelijk zal hij hen gijzelen.
Eerst komt hij Ann tegen in de praktijk en later worden ook Tim en Femke het slachtoffer. Guy bindt Tim vast met zijn handboeien. Ondertussen gaat hij met Ann en Femke naar de keuken waar Marianne, Mayra en Sandrine aan het eten zijn. Hij neemt hun gsm's af en steekt ze in de lavabo. Femke vindt dat zowel zij als Sandrine hier niets mee te maken hebben. Daarom sluit Guy ze samen op met Marianne in de kelder. Femke besluit om samen met Sandrine door het venster te vluchten en Geert en Tom te verwittigen. Ondertussen zijn Jenny en Leo ook al gearriveerd bij het huis van Marianne en zij raken niet binnen. Ook David komt naar het huis om te kijken wat er gebeurt. Dan horen ze plots een schot. Vervolgens stapt Guy buiten die onder schot is van Tim. Zowel Ann als Mayra zijn ongedeerd. Vervolgens wordt Guy opgepakt door de politie en verdwijnt uit de reeks.